# آیلین وودز
جکلین روث «آیلین» وودز (انگلیسی: Jacqueline Ruth "Ilene" Woods؛ ۵ مهٔ ۱۹۲۹ – ۱ ژوئیهٔ ۲۰۱۰) هنرپیشه و خواننده آمریکایی بود. وودز صداپیشه اصلی سیندرلا در انیمیشن بلند والت دیزنی با همین عنوان محصول ۱۹۵۰ بود که به همین خاطر یک اسطوره دیزنی نام گرفت.